# Scorpionyssus heterometrus
Scorpionyssus heterometrus ist eine auf Sri Lanka verbreitete Raubmilbe der Familie Laelapidae, die auf Skorpionen der Art Heterometrus swammerdami gefunden wurde.

## Beschreibung

### GattungScorpionyssus
Adulte Exemplare der Gattung Scorpionyssus haben einen ovalen und am Hinterleib verbreiterten Körper. Die Ränder des Opisthosoma sind deutlich erhoben. Der Rücken ist mit einem großen Schild bedeckt, auf dem sich etwa 19 Paare von Setae befinden. Die am Rand stehenden Setae sind relativ lang, dick und gekrümmt oder gewellt. Die Setae auf der Mitte des Schildes sind sehr kurz und dünn. Der Brustschild hat eine stark reduzierte Größe. Das Genitaloperculum ist relativ klein und trägt keine Setae. Die Beine sind kurz und kräftig, sie enden in großen Saugnäpfen und nur geringfügig sklerotisierten Klauen. Die Cheliceren weiblicher Milben sind lang, mit einer verkürzten festen und einer deutlich längeren beweglichen Klaue. Bei männlichen Milben sind die Cheliceren kürzer, mit einer sehr kurzen und dünnen festen Klaue. Die bewegliche Klaue ist etwa doppelt so lang und deutlich dicker.
Die Deutonymphen haben einen kleinen Bauchschild, dessen hinterer Rand nicht die Coxen des vierten Beinpaares erreicht und im hinteren Teil ein Paar Setae trägt. Sie haben einen einteiligen Rückenschild. Die Protonymphen unterscheiden sich von den Deutonymphen durch ihren Rückenschild, der in zwei große mittige und zwei kleine randständige Schilde geteilt ist. Darüber hinaus sind ihre Cheliceren kürzer.
Die Cheliceren der Larven ähneln im Bau jenen der adulten weiblichen Milben, sie sind jedoch kürzer. Den Larven fehlen Bauch- und Rückenschild. Auf dem Rücken tragen sie 12 Paare kurzer Setae.

### Scorpionyssus heterometrus
Auf dem Rückenschild befinden sich 18 bis 20 Paare von Setae, in den meisten Fällen 19 Paare. Weibliche Milben haben Körperlängen von 730 bis 870 Mikrometer und Breiten von 480 bis 630 Mikrometer an der breitesten Stelle des Hinterleibs. Ihre Cheliceren sind, gemessen bis zum Ende der festen klaue, 180 Mikrometer lang. Männliche Milben sind 525 bis 555 Mikrometer lang und 330 bis 345 Mikrometer breit, mit einer Chelicerenlänge von 130 Mikrometer.
Die Deutonymphen sind 555 bis 630 Mikrometer lang und 325 bis 375 Mikrometer breit. Bei den Protonymphen betragen die Maße 400 bis 500 Mikrometer Länge und 255 bis 290 Mikrometer Breite. Die Larven sind etwa 440 Mikrometer lang und 270 Mikrometer breit.

## Verbreitung
Die Terra typica von Scorpionyssus heterometrus ist eine Kautschukplantage in Hiniduma (6° 18′ 45,4″ N, 80° 18′ 41,8″ O) im Distrikt Galle der Südprovinz von Sri Lanka. Über das Verbreitungsgebiet ist nichts weiter bekannt.

## Lebensweise

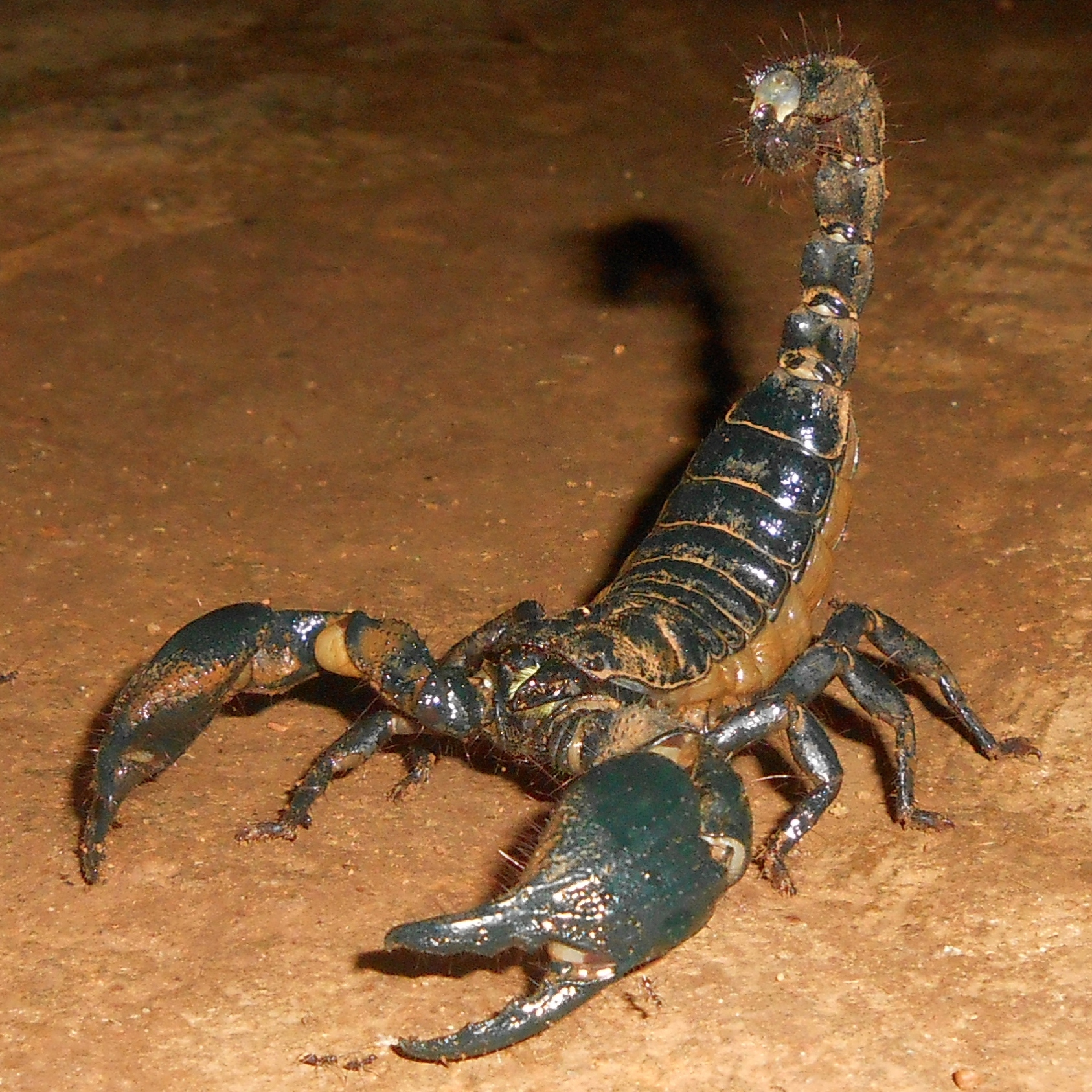
Heterometrus swammerdami, der einzige bekannte Wirt

Scorpionyssus heterometrus wurde bislang nur auf zwei Exemplaren von Skorpionen der Art Heterometrus swammerdami parasitierend gefunden. Bei beiden befallenen Skorpionen fanden sich unterhalb der Coxenfortsätze der ersten Beinpaare jeweils etwa 50 Milben in unterschiedlichen Entwicklungsstadien. Weder über die Häufigkeit des Befalls dieser Skorpione noch über mögliche weitere Wirte liegen Erkenntnisse vor.

## Systematik
Die monotypische Gattung Scorpionyssus gehört zu den Raubmilben und damit in die Überordnung Parasitiformes der Unterklasse Milben. Scorpionyssus ist nahe mit der Gattung Ljunghia verwandt, deren Arten in Sumatra und Südaustralien auf Spinnen parasitierend gefunden wurden. Wegen mehrerer ähnlicher morphologischer Merkmale von Scorpionyssus heterometrus scheint er näher mit den südaustralischen Arten von Ljunghia verwandt zu sein.
Es sind bislang nur wenige Milben gefunden worden, die auf Skorpionen parasitieren. Unter ihnen ist Scorpionyssus hetereometrus der einzige Vertreter der Ordnung Mesostigmata.

### Erstbeschreibung
Die Erstbeschreibung von Scorpionyssus heterometrus erfolgte 1988 durch die Parasitologen Alex Fain vom Königlich-Belgischen Institut für Naturwissenschaften und Gisela Rack von der Arachnologischen Sammlung des Zoologischen Museums Hamburg. Ihnen lagen dafür zwei befallene Skorpione der Art Heterometrus swammerdami mit etwa 200 Milben in allen Entwicklungsstadien vor.

### Etymologie
Der Artname heterometrus bezieht sich auf den einzigen bekannten Wirt, Skorpione der Gattung Heterometrus.

### Typen
Die Typusart der Gattung Scorpionyssus ist ihre einzige Art, Scorpionyssus heterometrus. Der Holotyp von Scorpionyssus heterometrus ist eine adulte weibliche Milbe vom Typenfundort. Als Paratypen wurden 30 weibliche und 18 männliche adulte Milben sowie 20 Deutonymphen, 14 Protonymphen und sechs Larven festgelegt. Im Zoologischen Museum Hamburg befinden sich neben dem Holotypen 52 Paratypen in allen Stadien und weitere Exemplare. Das Königlich-Belgischen Institut für Naturwissenschaften in Brüssel hat für seine Sammlung 32 Paratypen in allen Stadien erhalten. Als weitere Paratypen befinden sich jeweils eine weibliche und männliche Milbe, eine Deutonymphe und eine Protonymphe im Natural History Museum in London.